# 東方三博士の礼拝 (マンテーニャ)
『東方三博土の礼拝』(とうほうさんはかせのれいはい、伊: Adorazione dei Magi)、または『ウフィツィの祭壇画』(ウフィツィのさいだんが、伊: Trittico degli Uffizi) は、アンドレア・マンテーニャによる1460年頃制作の三枚続きの板絵である。その三つの主題は、『キリストの昇天』（86 cm x 42.5 cm）、最大の中央パネルである『東方三博士の礼拝』（76 cm x 76.5 cm）、そして『割礼』（86 cm x 42.5 cm）である。それらは19世紀に三部作として集められたが、美術史家の中には、現在の配置方法で三連祭壇画として作成されたことを疑う研究者もいる。三作品は現在、フィレンツェのウフィツィ美術館にある。

## 歴史
ほとんどの研究者は、三作品が1460年代にマントヴァの聖ジョルジョ城にあるルドヴィーコ3世ゴンザーガの私設礼拝堂のために委託されたことに賛同している（現在はプラド美術館にある『聖母の死』、フェッラーラにある『聖母の魂を抱くキリスト』も、いっしょに委託された）。礼拝堂の絵画は、1464年4月付けのマンテーニャからルドヴィーコへの二通の手紙で言及され、ヴァザーリの『ルネサンス芸術家伝』では、「(マンテーニャによる) 絵画であり、マントヴァの城にあり、小さいながらも非常に美しい人物が描かれている」と記されている。
フィオッコのような他の学者は、三作品がマントヴァからフィレンツェにどのように到達したかについての証拠はなく、代わりに1466年と1467年のマンテーニャの二回の旅行のうちの一回でトスカーナで制作されたと主張している。しかし様式的な理由から作品は、マンテーニャのマントヴァでの成熟期ではなく、1459年に終わったパドヴァでのマンテーニャの最後の時期に作品関連付けられている。
三作品への最初の確実な言及は、1587年にピストイア近くのヴァッレ・ムッジャでドン・アントニオ・デ・メディチの所持品の中で分割されて見つかったことにさかのぼる。それらは、1632年にトスカーナ大公国のコレクションに入る前に遺産相続された。フィレンツェでは、『東方三博士の礼拝』は誤ってボッティチェッリに帰属された。三作品は、中央の作品と側面のパネルのサイズの違いを補う金色の新しいネオ・ルネサンス凹版フレームとともに、1827年から一緒に展示された。
現代の批評家のほとんどは、特に『割礼』と他の二つの作品の形体、形式、設定、質など、三作品の違いに注目している。ロベルト・ロンギは、三作品が単一の連結した三連祭壇画として構想されたことに疑問を呈し、『聖母の死』と『聖母の魂を抱くキリスト』のように、すべて同じ礼拝堂の異なる場所の由来であると理論付けた。ロンギによれば、『割礼』は、構想をキリストの生涯の場面だけに限定することが決定されたときに『聖母の死』に取って代わった。

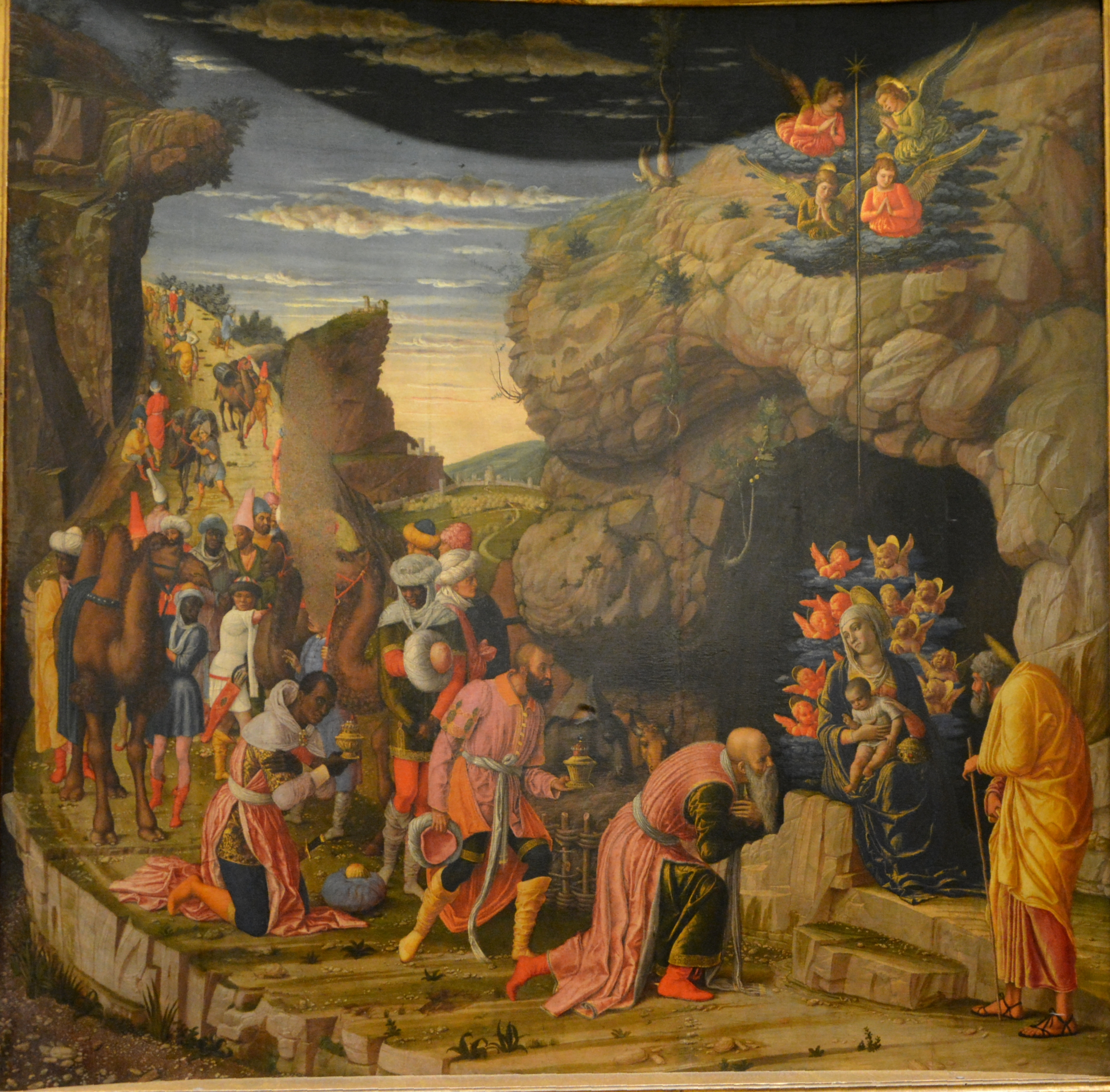
東方三博士の礼拝

絵画は、おそらく礼拝堂の後陣にあった。岩を掘った小道から幼児キリストのいる洞窟に降りていくところの東方三博士が描かれている。ビザンチン美術の規範に則り、聖母は天使の形作る冠で描かれている。
絵画の別のバージョンは、1985年に当時の記録的な価格である1,050万ドルで売却された。